# ناز

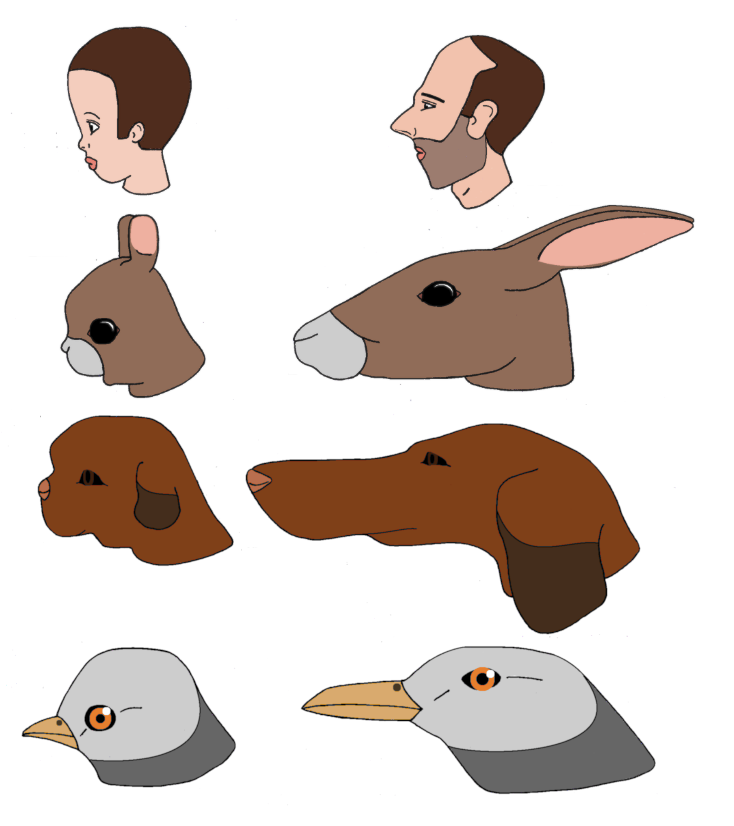
«انسان‌ها نسبت به جانورانی با ویژگی‌های جوانی احساس محبت می‌کنند: چشمان درشت، جمجمه‌های برآمده، چانه‌های عقب‌رفته (ستون سمت چپ). جانورانی با چشم‌های کوچک و خرطوم دراز (ستون سمت راست) واکنش مشابهی را برانگیخته نمی‌کنند.» - کنراد لورنز

ناز یا ناز بودن یا بانمکی (به انگلیسی: Cuteness) نوعی جذابیت است که معمولاً با جوانی و ظاهر همراه است و همچنین یک مفهوم علمی و مدل تحلیلی در رفتارشناسی است که برای نخستین بار توسط رفتارشناس اتریشی کنراد لورنز معرفی شد. لورنز مفهوم طرح‌واره کودک (Kindchenschema) را پیشنهاد کرد، مجموعه‌ای از ویژگی‌های صورت و بدن که سبب می‌شود موجودی "بانمک" به نظر برسد و انگیزه مراقبت از آن را در دیگران فعال کند ("رهاسازی"). ناز بودن ممکن است به افراد و همچنین چیزهایی که به عنوان جذاب یا دل‌انگیز تلقی می‌شوند نسبت داده شود.
درک نازی از نظر فرهنگی متنوع است. تفاوت بین فرهنگ‌ها می‌تواند به‌طور چشمگیری با نیاز به پذیرش اجتماعی مرتبط باشد.

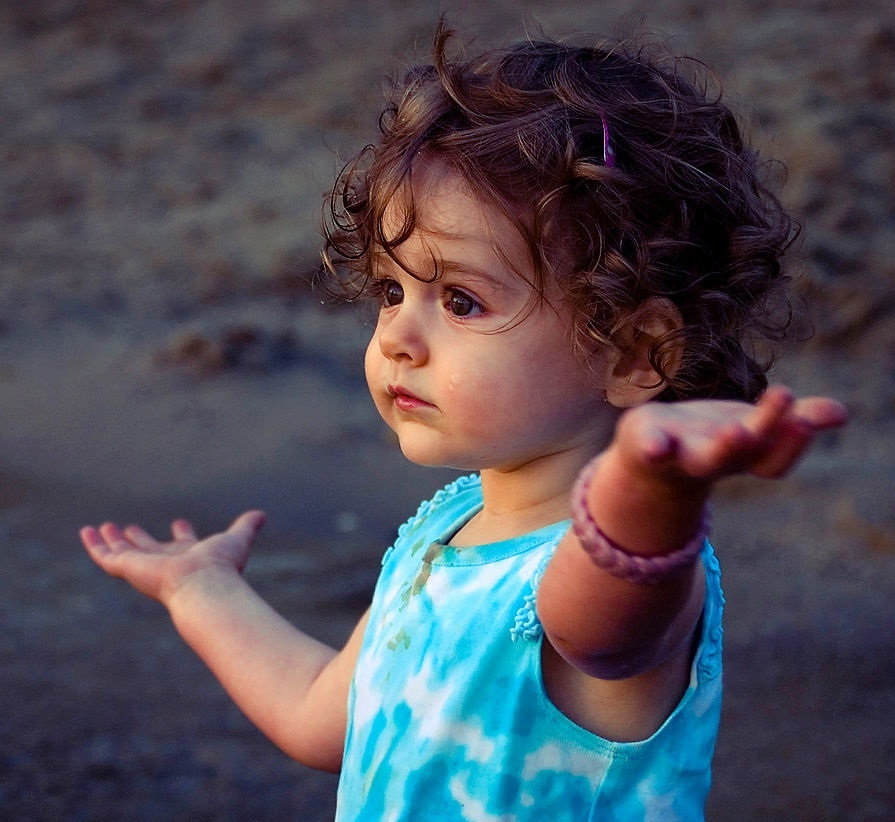

## صفات نوجوانی
داگ جونز، محقق مدعو در انسان‌شناسی در دانشگاه کرنل، گفت که نسبت ویژگی‌های صورت با افزایش سن به دلیل تغییر در بافت سخت و بافت نرم تغییر می‌کند. داگ هم گفت که در طول عمر ادم ابروهاش بزرگتر میشان و سرخ لب هاش کمتر میشه. در اخیران به نتایج رسیدن که چهره گرد که از بدن بزرگتر است، احساس ناز دار میاره.
یک مطالعه نشان داد که چهره کودکان «جذاب» قفقازی ایتالیای شمالی دارای «ویژگی‌های نوزادی» مانند «پیشانی بزرگتر»، فک کوچکتر، «فک بالا نسبتا بزرگتر و برجسته تر»، صورت پهن‌تر، صورت صاف‌تر و ابعاد بزرگتر صورت «قدام خلفی» نسبت به کودکان قفقازی ایتالیایی شمالی که به عنوان مرجع استفاده می‌شد.

تغییر نسبت سر (به ویژه اندازه نسبی فک بالا و فک پایین) بر اساس سن